# جان ريفرزي
جان ريفرزي (بالفرنسية: Jean Reverzy)‏ ولد في 10 أبريل 1910 ببالان، أين وتوفى في 1959، وهو طبيب ليوني و روائي فرنسي. حصل على جائزة رينودو الأدبية عام 1954.